# بافت همبند در ماهیچه اسکلتی
در یک ماهیچه اسکلتی دو نوع بافت وجود دارد:
- بافت همبند
- بافت ماهیچه‌ای یا عضلانی

بافت همبند در ماهیچه اسکلتی شامل دو قسمت است:
- غلاف‌ها
- تاندون‌ها و گاهی آپونوروز

غلاف‌ها در حفاظت و پوشش کل ماهیچه، دسته‌ها (فاسیکل) و فیبرهای ماهیچه‌ای نقش دارند. تاندون باعث اتصال ماهیچه به استخوان می‌گردد. آپونوروز، ازنظر ساختاری مشابه تاندون‌ها بوده که باعث اتصال عضلات به یکدیگر یا ارتباط آنها به استخوان‌ها می‌شوند. تاندون یک بافت همبند متراکم محسوب می‌شود که فیبرهای کلاژن آنها شامل دسته‌های اولیه و ثانویه  است. لایه‌های بافت همبند در تاندون از خارج به داخل شامل موارد زیر است:
- پاراتنون (Paratenon)
- اپی تنون (Epitenon)
- اندوتنون (Endotenon)

## غلاف‌های ماهیچه اسکلتی
سه لایه از بافت همبند در هر ماهیچه اسکلتی وجود دارد که عبارتنداز: 
- اپی میزیوم [۲] (غلاف خارجی)
- پری میزیوم [۳] (غلاف مرکزی)
- اندومیزیوم [۴] (غلاف داخلی)

### اپی میزیوم
اپی میزیوم، یک لایه متراکم از فیبرهای کلاژن است که کل عضله اسکلتی را احاطه می‌کند.

### پری میزیوم
این لایه، دسته‌های ماهیچه‌ای (فاسیکل عضلانی) را دربر می‌گیرد که هر دسته خود حاوی مجموعه‌ای از فیبرهای ماهیچه‌ای (تارهای عضلانی) است. هر فیبر ماهیچه‌ای (تار عضلانی)، یک سلول عضلانی است.

### اندومیزیوم
اندومیزیوم، بافت همبند ظریفی است که فیبرهای ماهیچه‌ای اسکلتی منفرد  از یک فاسیکل را احاطه می‌کند.
هر دو بافت همبند و ماهیجه‌ای در یک عضله اسکلتی، دارای خاصیت ارتجاعی و قابلیت کشش هستند، ولی تحریک پذیری و قابلیت انقباض فقط مربوط به بافت ماهیچه‌ای است.وظیفه ی آندومیوزیوم جلوگیری از انتقال پیام تحریک عضلانی از یک تار به تار دیگر است.در نتیجه بدن میتواند نیرو را کنترل کند.